# Forcipomyia caribbeana
Forcipomyia caribbeana är en tvåvingeart som beskrevs av Saunders 1956. Forcipomyia caribbeana ingår i släktet Forcipomyia och familjen svidknott. Inga underarter finns listade i Catalogue of Life.